# Роде, Йохан
Йохан Гудман Роде (дат. Johan Gudmann Rohde) — датский художник, литограф и дизайнер. Популяризатор импрессионизма и символистского направления живописи в Дании. Один из основателей и теоретик датской художественной группы «Свободный стиль».

## Биография
Родился в материковой части Дании, в Раннерсе, и здесь же получил школьное образование (в 1875 году). Первоначально, прежде чем посвятить себя искусству, изучал медицину. После учёбы в частной школе Венцеля Топрнёе, Й. Роде поступает в Королевскую академию художеств в Копенгагене, в 1882 году. Не удовлетворённый засильем классицизма и академизма в преподавании живописи, игнорированием современных тенденций в искусстве, Роде, вместе с некоторыми другими студентами покидает Академию и продолжает обучение годом позже в Свободной студенческой школе-студии (Kunstnernes Studieskole) под руководством Лаурица Туксена и Педера Северина Кройера в 1883—1886 годах.
Первая выставка произведений Й. Роде состоялась на весенней экспозиции художественной галереи Шарлоттенборга в 1888 году, здесь также были выставлены работы других, покинувших Академию живописцев — Вильгельма Хаммерсхёя, Фрица Сиберга, Йоакима Сковгаарда и Юлиуса Паульсена. В 1890 году Роде, вместе с группой других «недовольных» мастеров — Йенсом Виллумсеном, Вильгельмом Хаммерсхёем, Харальдом и Агнес Слот-Мёллер, и Христианом Мурье-Петерсеном — организует группу независимых художников, ориентирующихся на модернистские тенденции в искусстве конца XIX столетия — Den Frie Udstilling (Свободный стиль), в составе которой затем и выставляет свои работы.
Художник много путешествует. Среди его интересов не только организация выставок, но и популяризация современных течений в датском искусстве. Он пишет ряд статей на эту тему в датских газетах. Живо интересуется современным ему французским импрессионизмом; в 1892 году покупает в Париже одну из картин тогда ещё мало кому известного Винсента ван Гога. В 1893 году Роде организует выставку работ ван Гога в рамках группы Den Frie Udstilling. Начиная с 1890-х годов художник находится под влиянием символизма, что особенно заметно в его работах над портретами. Роде работает также как дизайнер изделий из серебра и фурнитуры в классическом и «японском» стилях у ювелира Георга Йенсена. В 1934 году Йохан Роде был награждён медалью Торвальдсена.

## Дополнения
- ArtNet: Работы Й.Роде, включая фурнитуру и изделия из серебра.

## Галерея

Автопортрет, 1890.
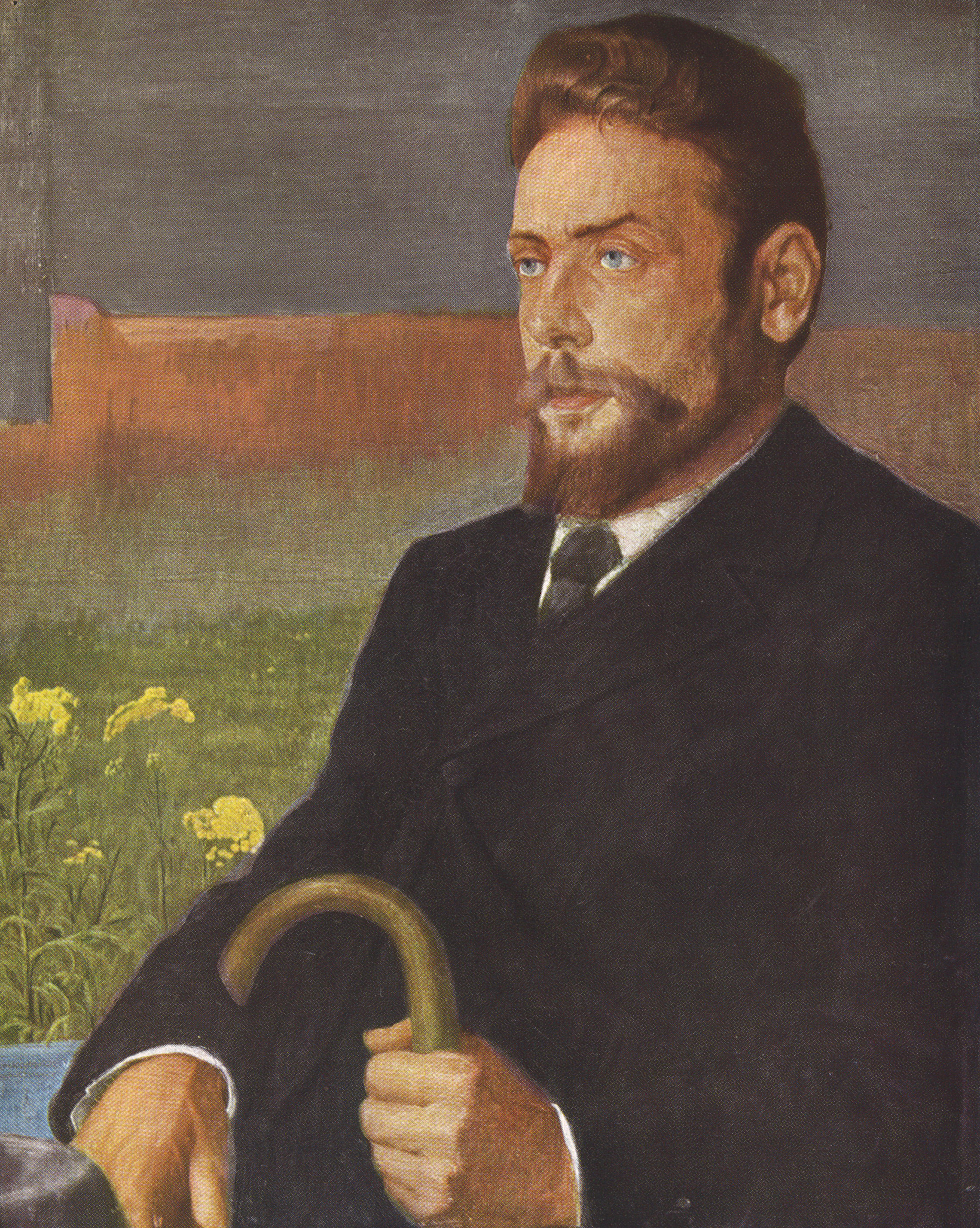
Портрет писателя Хенрика Понтоппидана
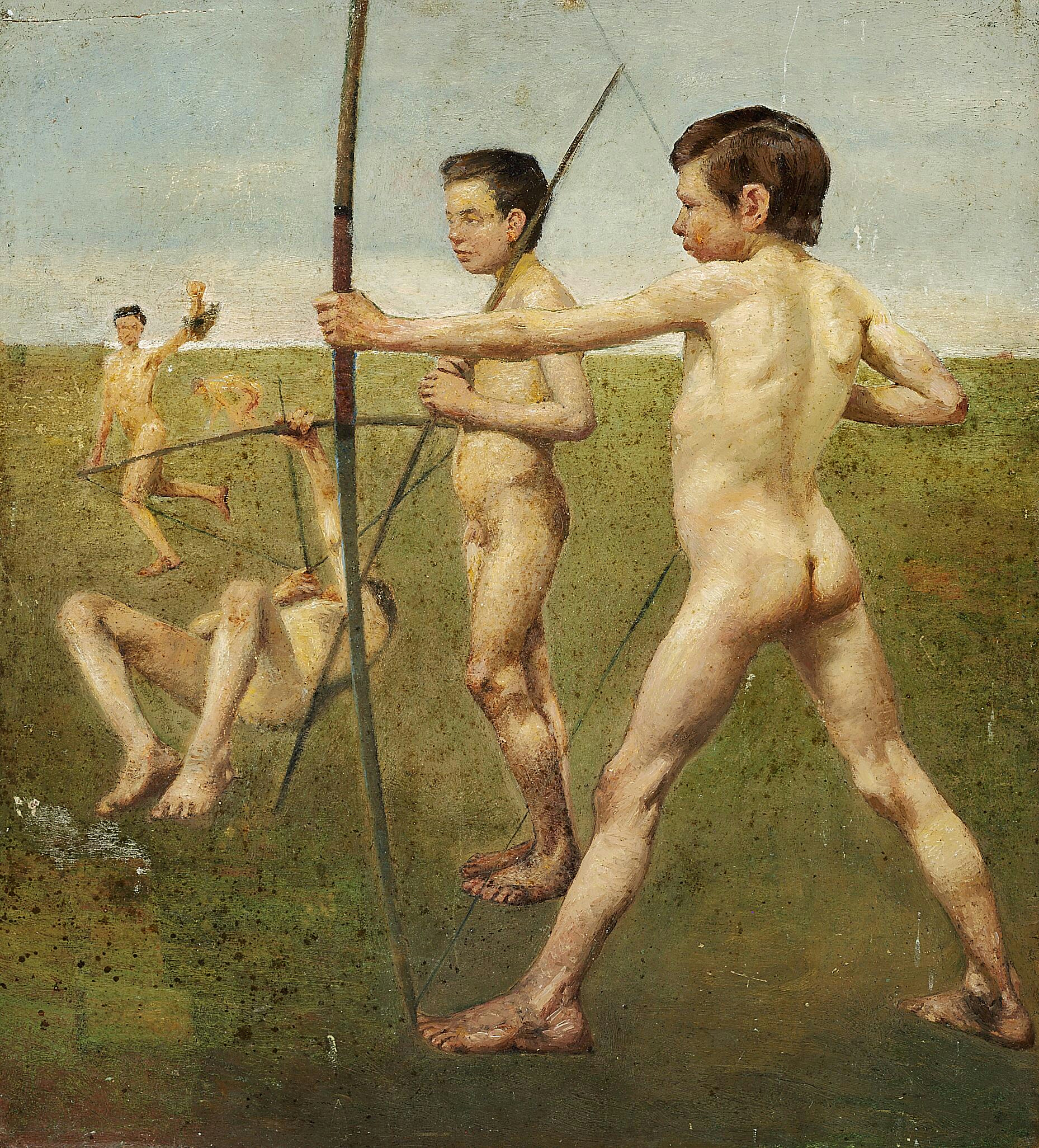
Молодые обнажённые лучники
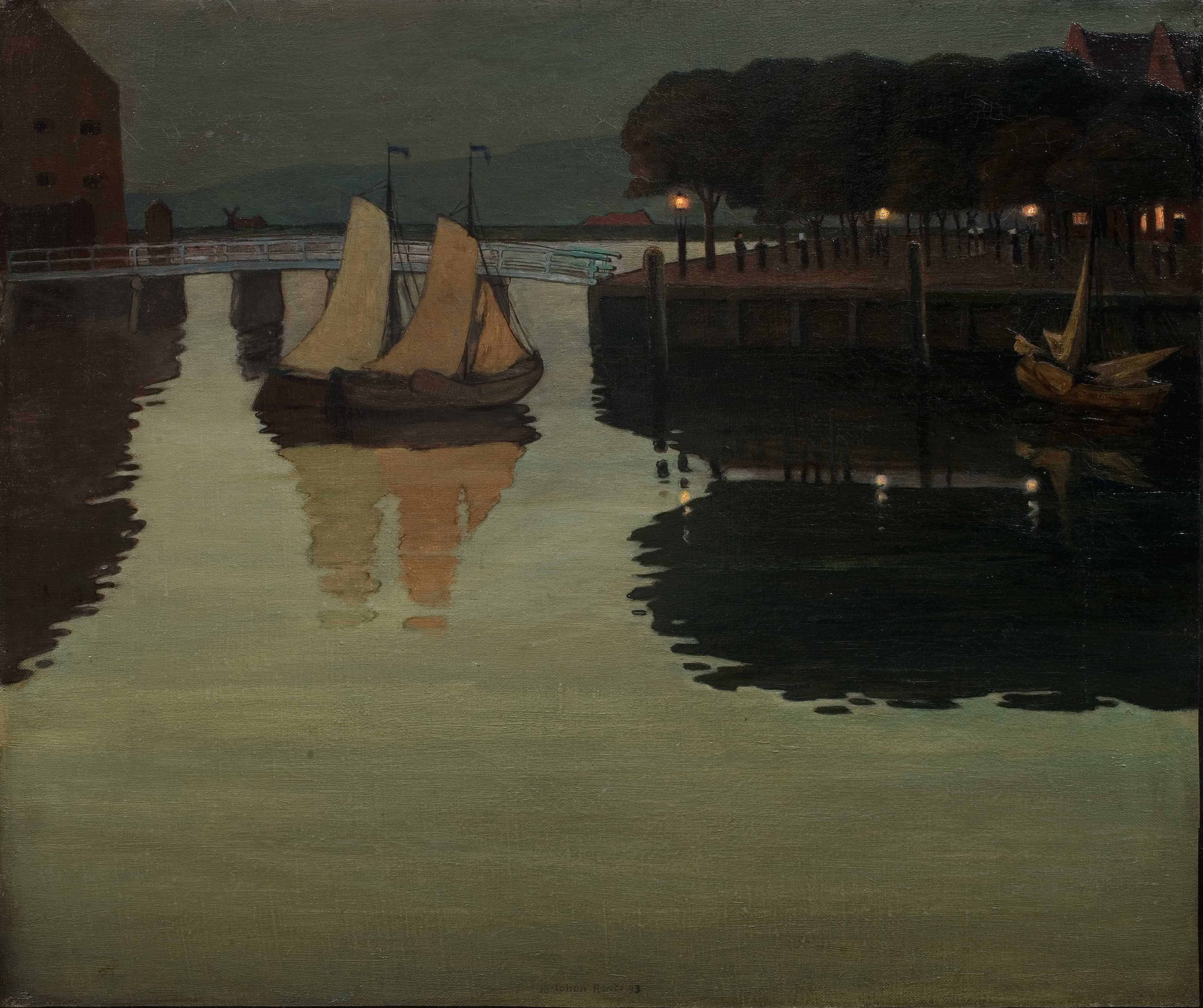
Вечер в гавани, 1893.
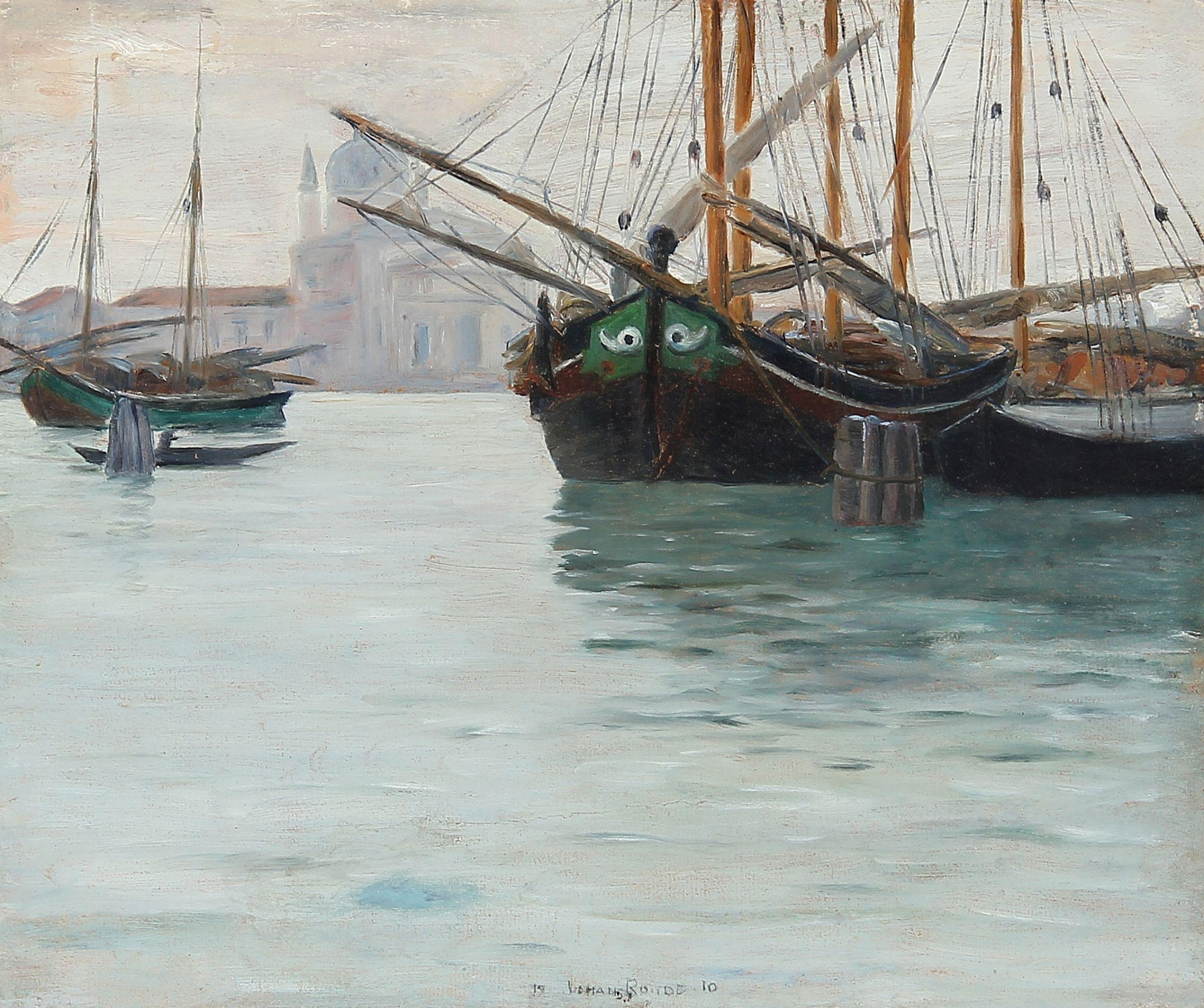
Гранд Канал, Венеция
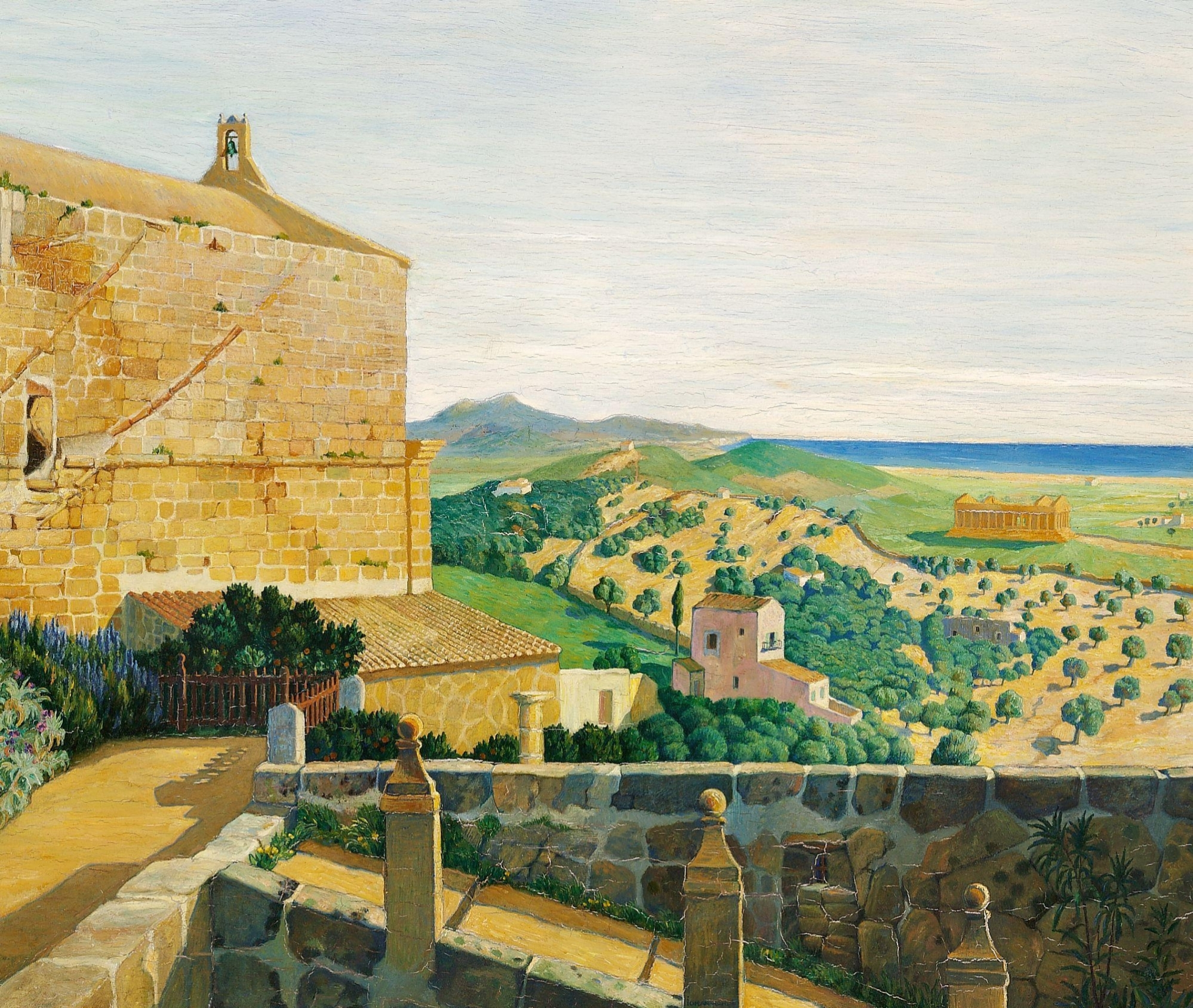
Окольная дорога, Агридженто
Летней ночью, 1893.
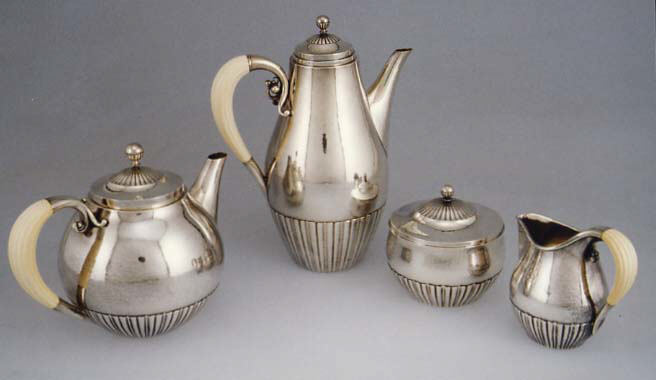
Кофейный сервиз, серебро (1915-1927)
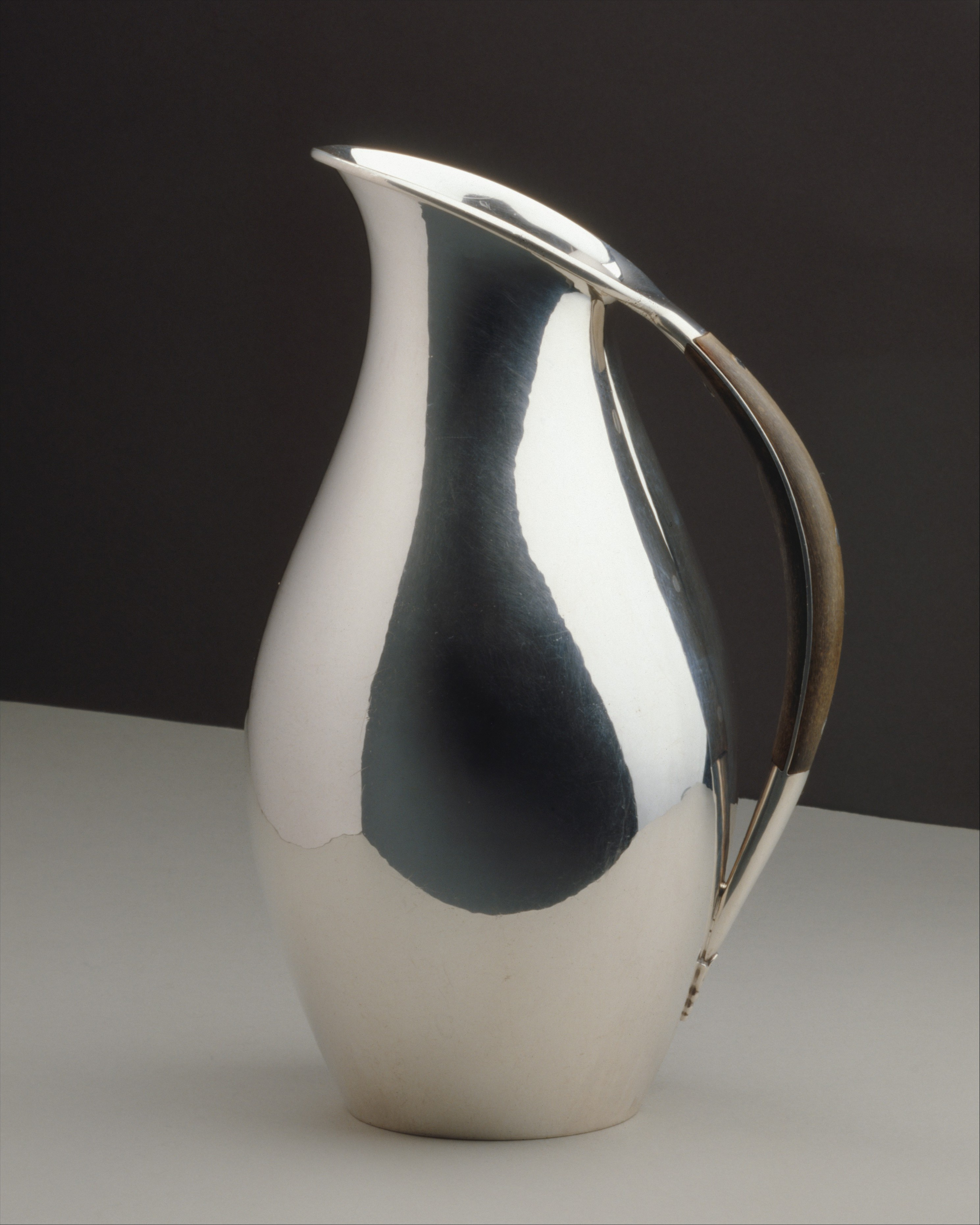
Кувшин, серебро. (1933)